# Berkowicz (herb szlachecki)
Berkowicz – polski herb szlachecki, odmiana herbu Nieczuja.

## Opis herbu
W polu czerwonym ostrzew naturalna o trzech sękach z jednej i dwóch z drugiej strony. W klejnocie trzy pióra strusie, a na nich karp złoty.

## Najwcześniejsze wzmianki
Nieznane pochodzenie odmiany

## Herbowni
Berkowicz.